# Michele Bordo
Michele Bordo (Manfredonia, 7 settembre 1973) è un politico italiano.
È stato deputato della Repubblica Italiana dal 28 aprile 2006 al 13 ottobre 2022.

## Biografia
Nel 1989 a 16 entra a far parte della segreteria del PCI di Manfredonia. Si è diplomato all'Istituto magistrale di Manfredonia. A 19 anni è il consigliere comunale più suffragato e più giovane della propria città. In seguito si laurea in giurisprudenza all'Università degli Studi di Foggia
Nel 1996 è eletto Segretario del PDS di Manfredonia. Nel 1999 diventa Segretario Provinciale dei DS della Capitanata.
Nel 2001 entra nella Direzione Nazionale dei DS e nel 2003 diviene Segretario Regionale dei DS della Puglia a soli 30 anni. Sotto la sua segreteria i DS e il centrosinistra riescono a conquistare il governo di tutte le province pugliesi e nel 2005 anche quello della Regione.
Dal 2005 all'aprile 2006 è Assessore alla Pubblica Istruzione, Sicurezza, Polizia Municipale e Sanità nella Giunta Campo II del Comune di Manfredonia. Nel marzo 2007 lascia la segreteria regionale del partito, vista l'imminente nascita del Partito Democratico. Il 14 ottobre 2007 alle primarie del PD è stato eletto Componente regionale e nazionale nella circoscrizione di Manfredonia.
Nel maggio 2006, per le elezioni politiche che hanno decretato la vittoria di Romano Prodi e del centro-sinistra, è stato eletto deputato dell'Ulivo per la regione Puglia (circoscrizione XXI). 
Dal 6 giugno 2006 è componente della V Commissione (Bilancio, Tesoro e Programmazione) della Camera dei deputati. Dal 10 novembre 2006 è membro della Commissione di inchiesta sul fenomeno della criminalità organizzata mafiosa o similare, della Camera dei deputati. Dal 29 maggio 2007 è componente della II Commissione (Giustizia) della Camera dei deputati (in sostituzione del Vice Ministro Angelo Capodicasa)
Nell'aprile 2008, per le elezioni politiche anticipate è nuovamente eletto con il Partito Democratico alla Camera dei Deputati per la regione Puglia. Nella XVI legislatura è stato componente della I Commissione (Affari Costituzionali) della Camera dei Deputati, nonché componente della Commissione di inchiesta sul fenomeno della criminalità organizzata mafiosa o similare, della Camera dei deputati.
Nel dicembre 2012 partecipa alle primarie del PD per esser riconfermato candidato al Parlamento, risulta il più suffragato dei maschi (unico candidato nella provincia di Foggia) nella circoscrizione Puglia; viene candidato alla Camera dei Deputati al 2º posto nella lista "Partito Democratico" con la coalizione "Italia. Bene Comune" guidata da Pier Luigi Bersani.
Nel febbraio 2013,  per le elezioni politiche è eletto nuovamente alla Camera dei Deputati con il Partito Democratico. Dal 7 maggio seguente è Presidente della XIV Commissione (Politiche dell'Unione Europea) della Camera dei Deputati.
Alle elezioni politiche del 2018 viene rieletto alla camera nel Collegio plurinominale Puglia - 04. Conclude il proprio mandato parlamentare nell'autunno 2022.